# コーラス・グループ
コーラス・グループとは、主旋律に加えて副旋律を唱和する形式で歌唱するグループのこと。楽器による伴奏なしで歌唱するグループを特に「ア・カペラ・グループ」と呼ぶこともある。ここではポピュラー音楽の分野で、同時に三和音の表現が可能な3名以上のグループ（ボーカル・グループ）を取り上げる。

## 日本のコーラス・グループ
1950年代から1960年代に、ムード歌謡の男性コーラスグループが高い人気を博した。鶴岡雅義と東京ロマンチカ、和田弘とマヒナスターズ、黒沢明とロス・プリモスなどがその代表的アーティストである。その甘い響きは、ナイトクラブを舞台とした大人の恋愛というムード歌謡独特の世界観を演出している。
同時期には大学の合唱クラブ出身のダークダックス、デューク・エイセス、ボニージャックスらも活躍した。当時は若者の間で歌声喫茶が流行、それにあわせて唱歌やロシア民謡など、誰でも唱和できる親しみやすい曲を主なレパートリーとしていた。
またドゥーワップやソウルミュージックなど黒人音楽の影響が濃いコーラスグループの第一人者としてザ・キング・トーンズがいる。ヒット曲「グッド・ナイト・ベイビー」は本場アメリカのビルボードのR&Bチャートにもランクインした実績を持つ。
女性コーラスグループではスリー・グレイセス、スリー・キャッツ、シンガーズ・スリーらが活躍。レコードよりもむしろCMソングやテレビ主題歌の歌唱でお茶の間にその声を知られた。
1960年代に流行したグループ・サウンズ（GS）においてはザ・ワイルドワンズがコーラスワークを聴かせるバンドの筆頭といえる。ザ・タイガースなどはセールス上コーラスを生かした甘い曲をレコードとしてリリースしていたが、ライブではあまりそれを披露することはなかった。同時期にはピンキーとキラーズ、平田隆夫とセルスターズといったコーラスグループもヒット曲を放っている。
1970年代以降のニューミュージック系のコーラスグループには、ハイ・ファイ・セット、サーカスらがいる。男女混声の彼らは広がりのある爽やかなハーモニーを基本に、テンションを多用したジャズコーラスの要素を加えているのが特徴。よりジャズ色が濃いアーティストにタイムファイブがいる。アイドルの分野ではキャンディーズが一世を風靡、ムード歌謡でも内山田洋とクール・ファイブらが活躍した。
1980年代以降はラッツ&スター、ゴスペラーズなど、黒人音楽の影響を受けたコーラスグループのほか、コミックソングのMEN'S 5、ア・カペラブームの中でデビューしたRAG FAIRなどのアーティストが人気を博している。また主にスタジオ・ミュージシャンとして活動するコーラスグループとしてEVEなどの名が挙げられる。

## アメリカのコーラス・グループ
ポピュラー音楽（ロック、ポップス）のスタイルとしてのコーラスは、ジャズ・コーラスとともに、ゴスペルから派生した黒人音楽のコーラスがルーツとなっている。1950年代のアメリカでドゥーワップと呼ばれるコーラス・スタイルが確立され、多くの黒人コーラス・グループがショービジネスの世界で活躍した。まだその頃のアメリカのテレビやラジオでは黒人音楽が放送される機会は少なかったが、ロックンロールの流行とともに黒人音楽が大衆に認知されるようになると、1960年代にかけて数多くのコーラス・グループが生まれ、その黄金時代を築いた。
主な男性グループとしてプラターズ、ドリフターズ、テンプテーションズ、フォー・トップス、ミラクルズ、主な女性グループとしてシュープリームス、マーヴェレッツ、ロネッツ、シャングリラスなどの名が挙げられる。現在もスタンダードとして歌い継がれている彼らのヒット曲は枚挙にいとまがない。
またバンドではあるがコーラスワークに重きを置いたグループの代表格がビーチ・ボーイズであり、後のソフト・ロックやウエストコースト・ロックに多大な影響を与えた。
1970年代以降から現在に至るまでもスタイリスティックス、ジャクソン5、ニュー・エディション、ボーイズIIメン、アン・ヴォーグといったコーラス・グループが多くのヒット曲を放ち、いまだアメリカのポピュラー音楽界において大きな一角を占めている。
またジャズ畑ながらポピュラー分野にまたがる人気のあったアーティストとして、スウィングル・シンガーズ、マンハッタン・トランスファー、TAKE 6らの名が挙げられる。
なお1950年代にアメリカで人気を博したコーラス・グループとして「黄色いリボン」、「クワイ河マーチ」などの映画の主題歌を歌ったミッチ・ミラー合唱団がいるが、彼らのスタイルはポピュラー音楽のコーラスというよりは合唱に分類される。